# Musée des cosaques du Don
Le musée des cosaques du Don (en russe : Новочеркасский музей истории Донского казачества, Novotcherkassky mouzeï istorii Donskogo kazatchectva), est un musée d'histoire situé à Novotcherkassk de l’oblast de Rostov en Russie. 

## Historique
Le musée se trouve dans cinq bâtiments et recouvre 200 000 objets. Il gère le musée Ivan Krylov, le musée Mitrofan Grekov et le Palais des Ataman. Son bâtiment du 38 de la rue des Atamans est, objet patrimonial culturel de Russie d'importance régionale.

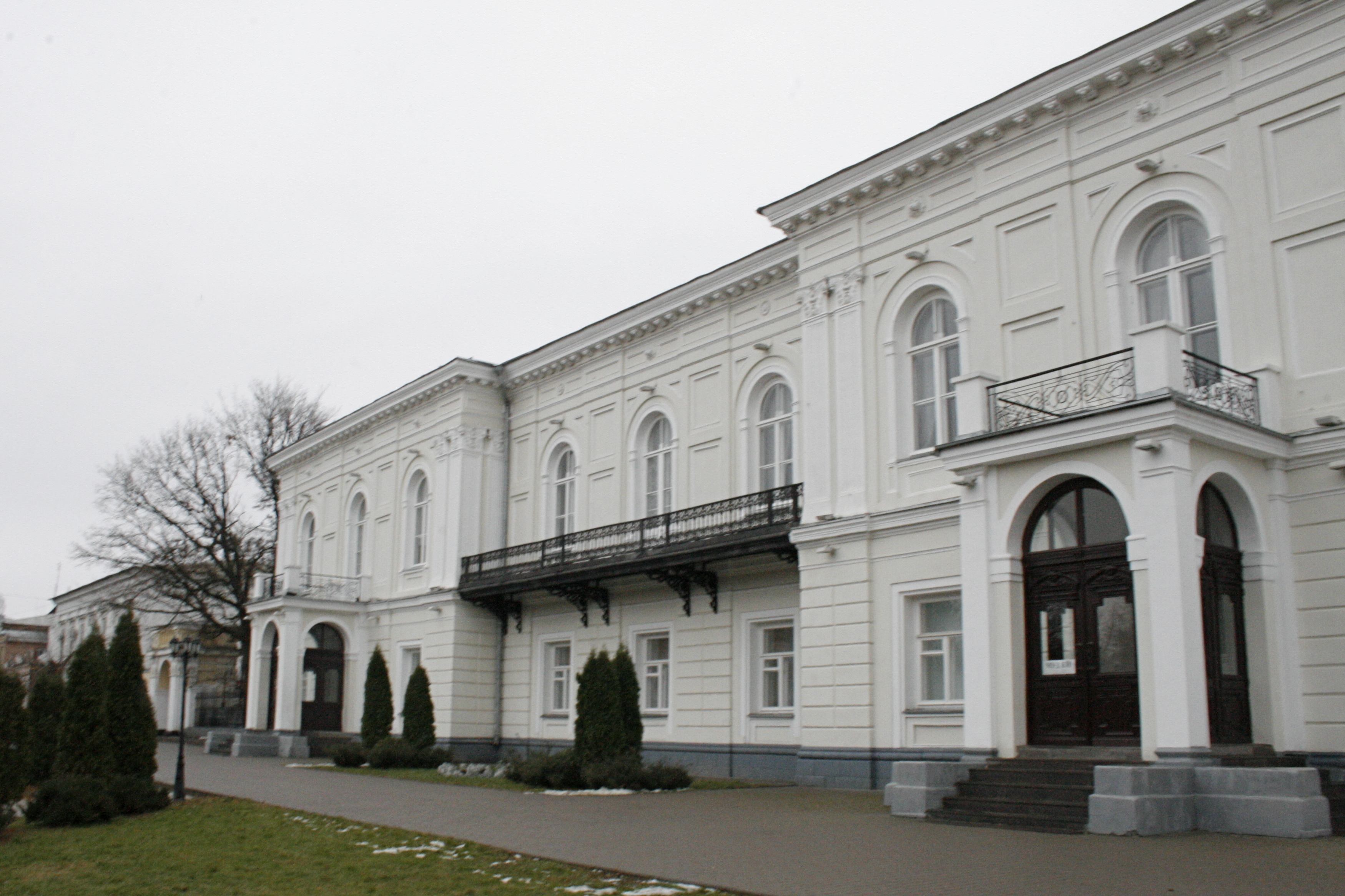
Le Palais des atamans, objet patrimonial culturel de Russie d'importance régionale.

## Collections
Elles recouvrent la préhistoire, l'histoire, la nature, la bibliophilie, les Regalias et l'histoire militaire.

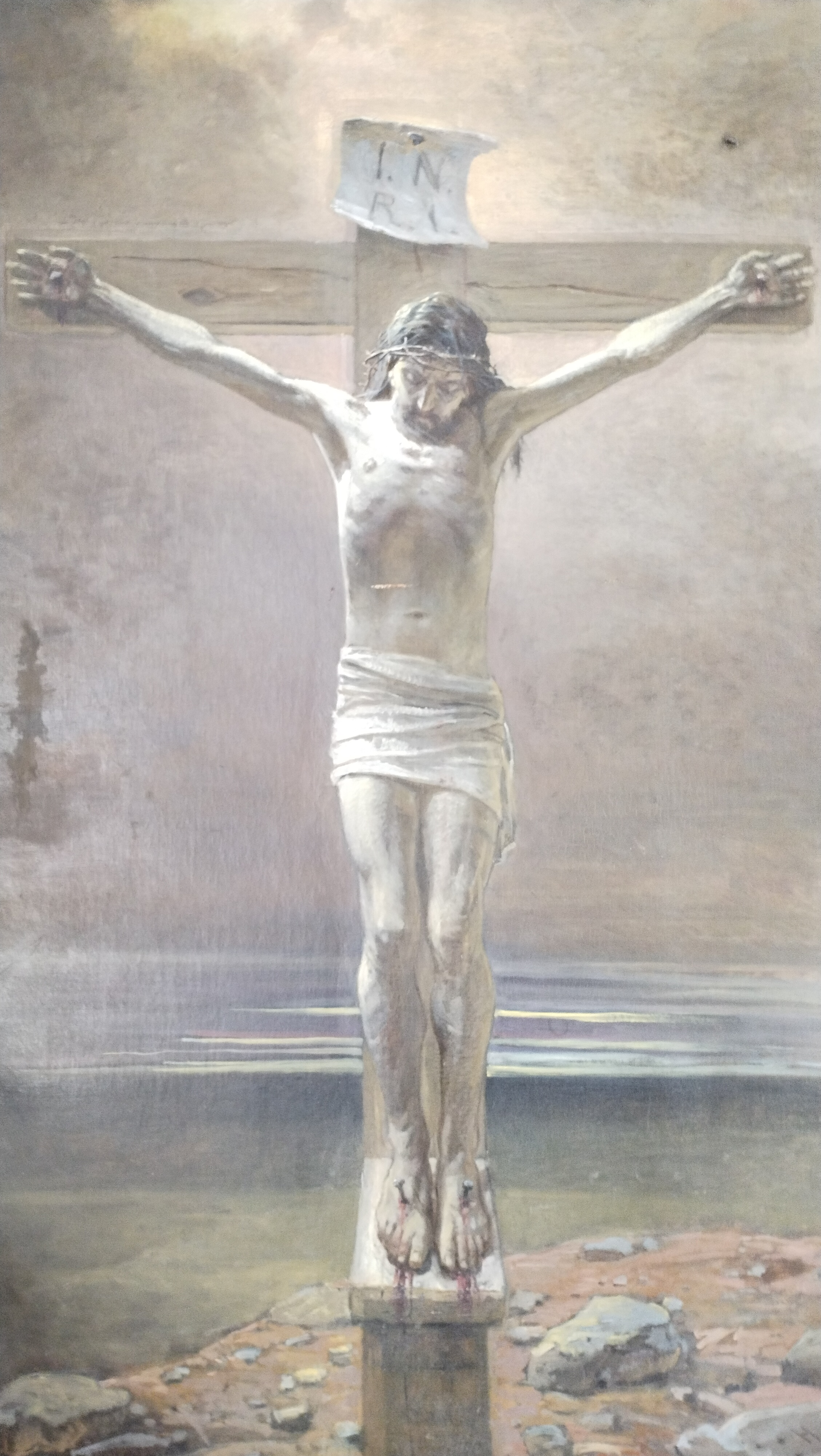
Crucifixion de Nikolaï Gé.
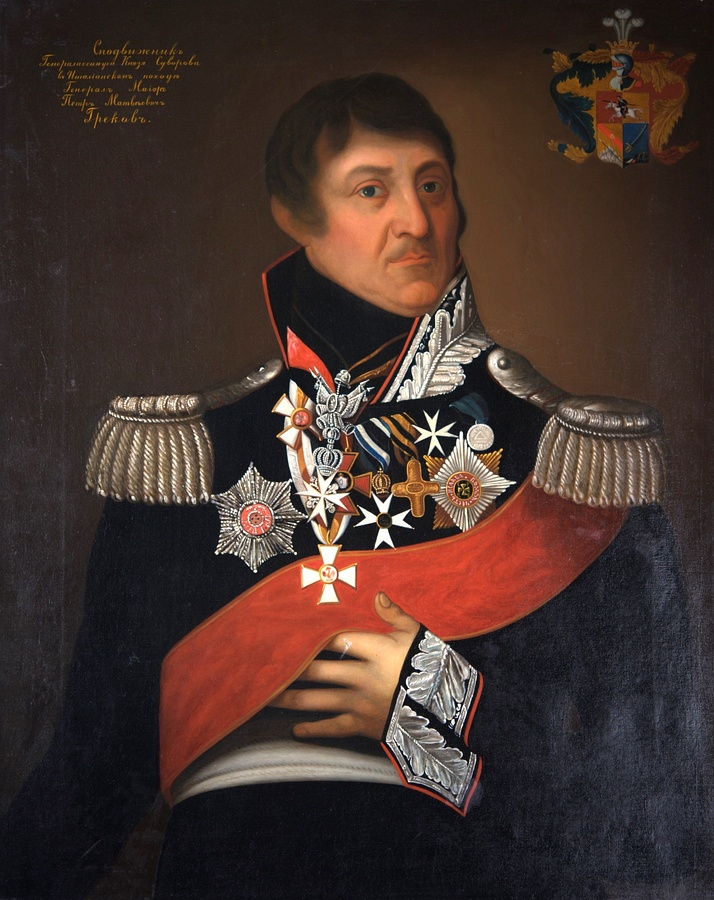
Piotr Matveïevitch Grekov.
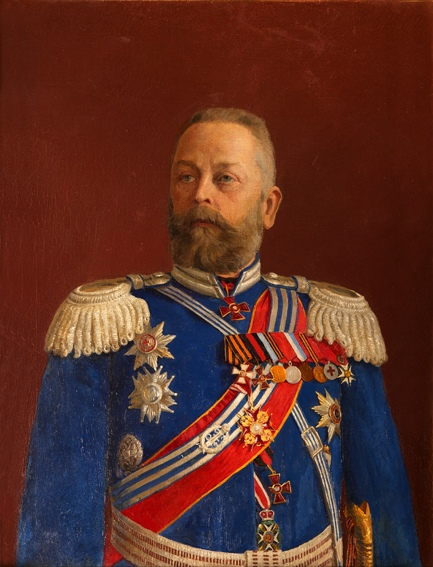
Alexandre Samsonov.

### Nikolaï Doubovskoï

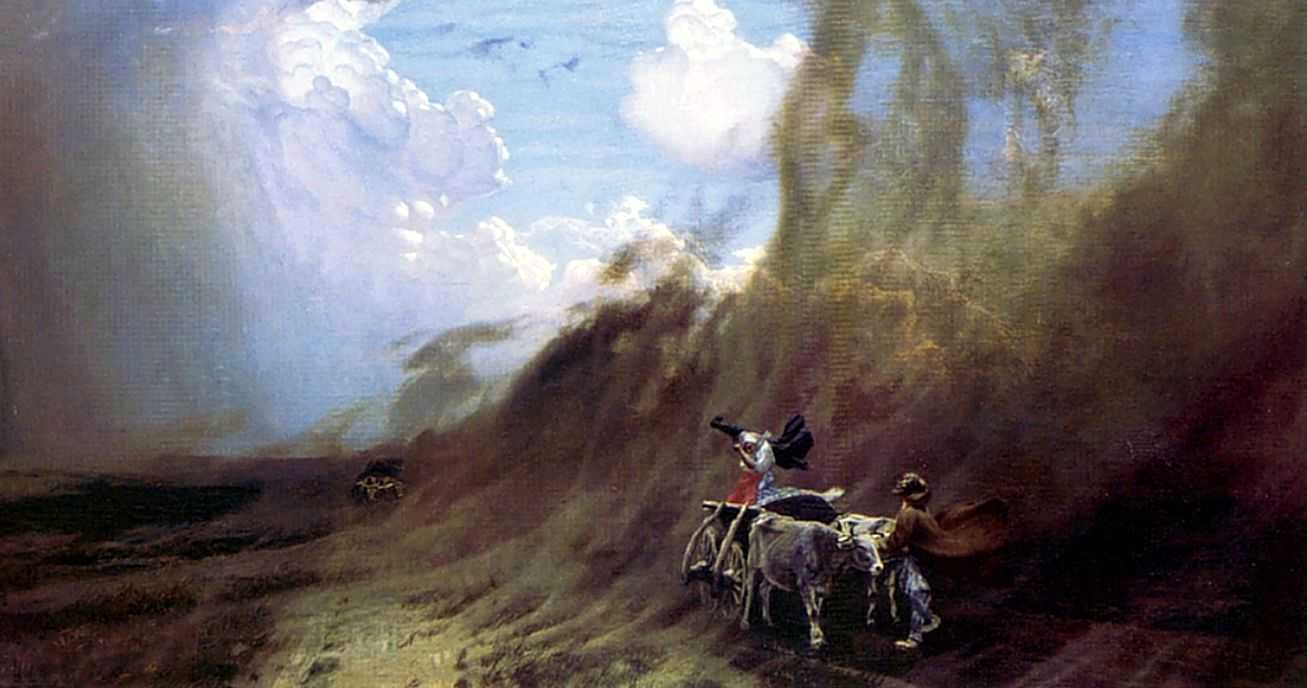
Tempête sur la steppe (1890)
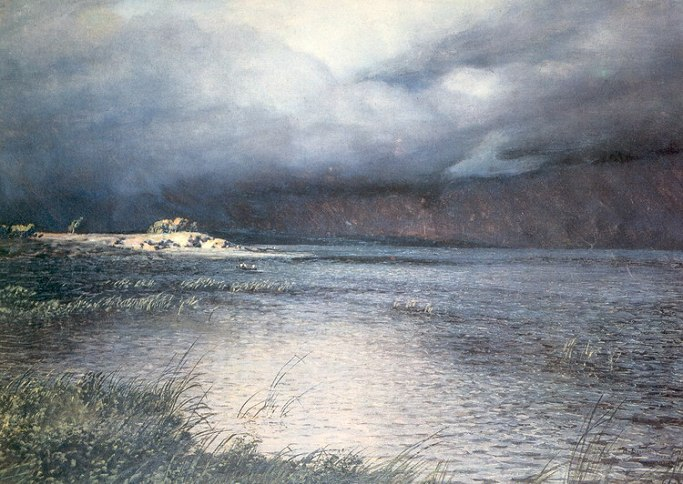
Nuages menaçants (1912)
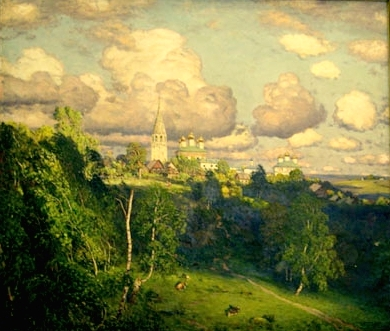
Nuages
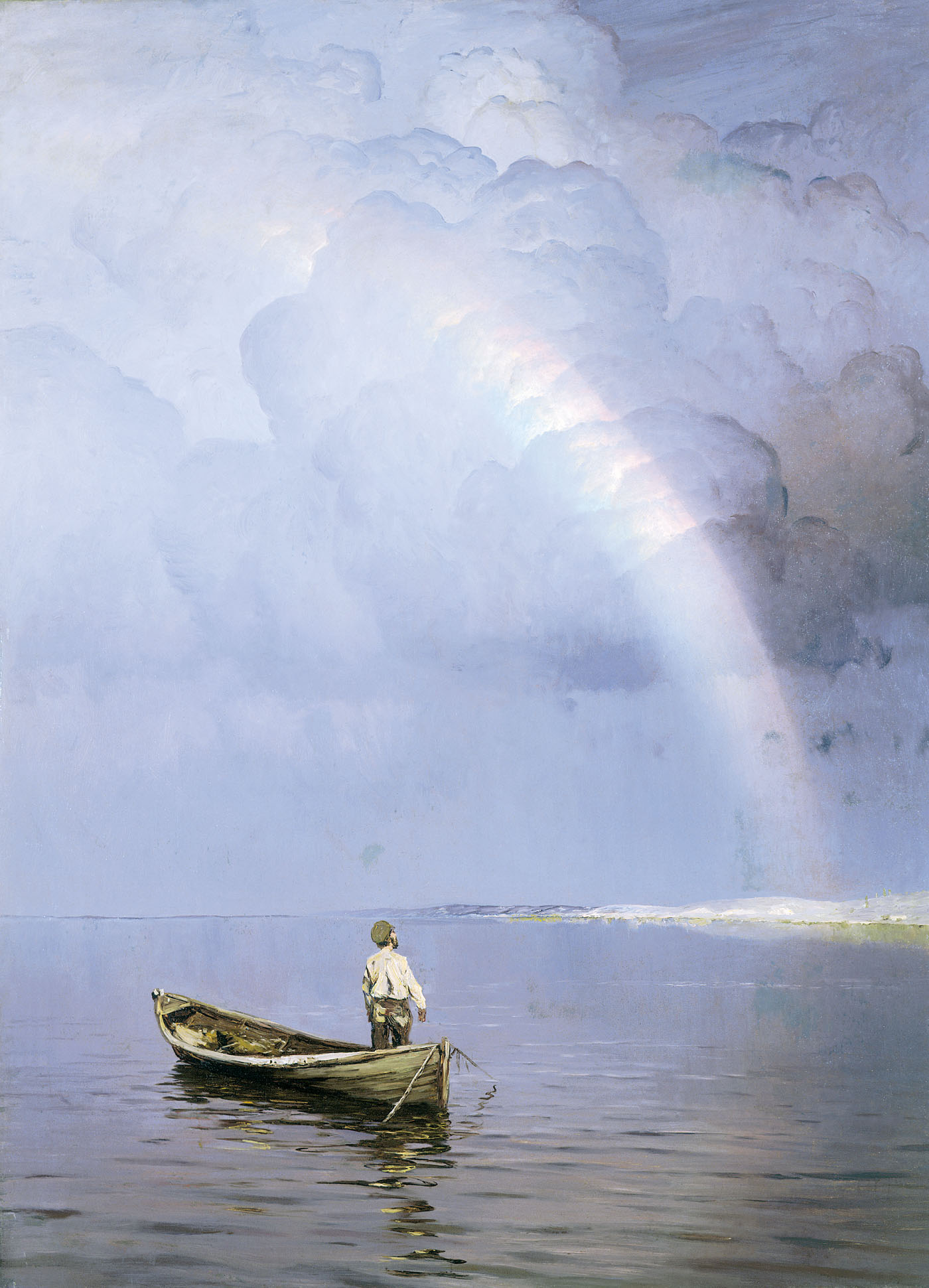
Arc en ciel (1892).

### Mitrophane Grekov

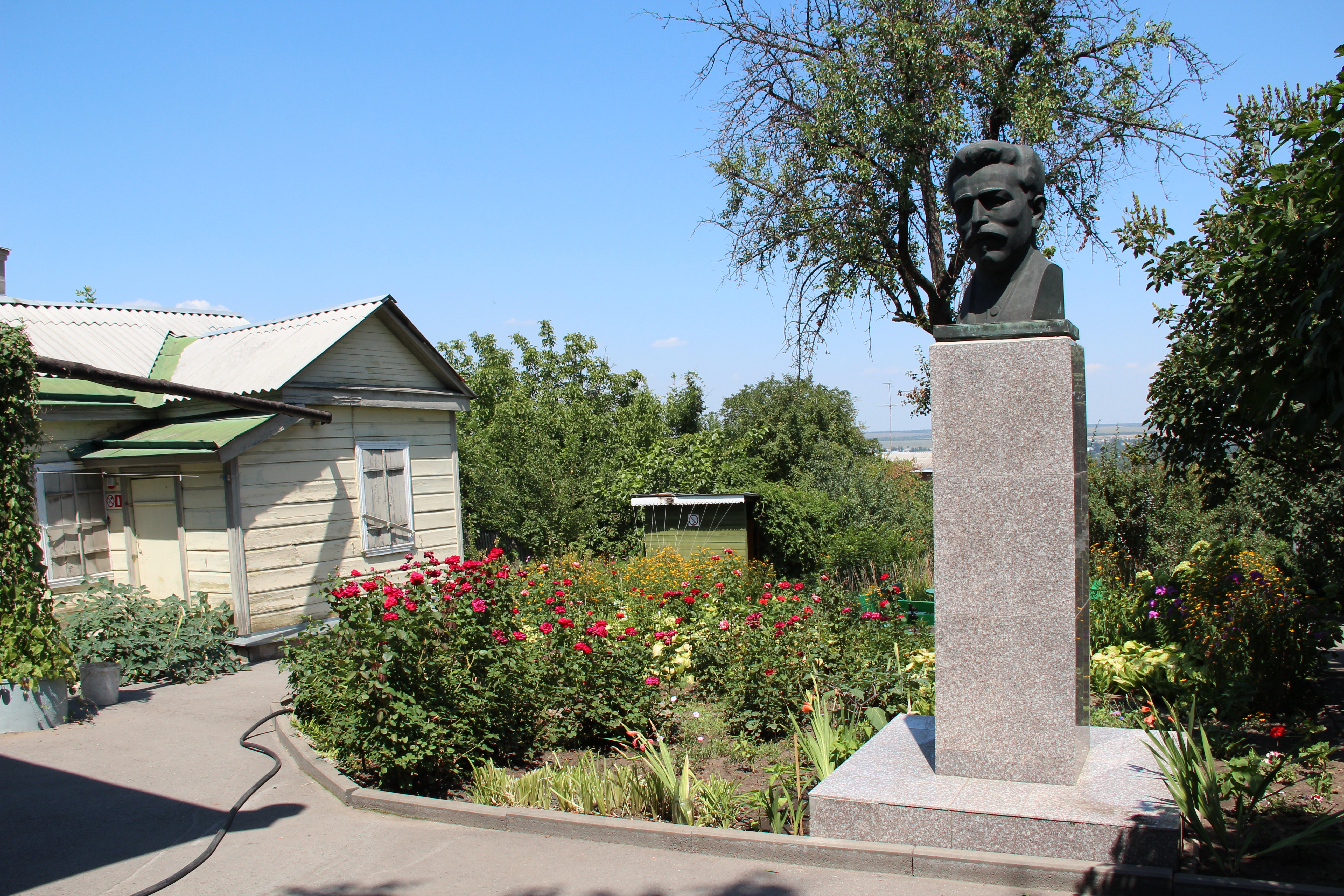
Maison-musée, objet patrimonial culturel de Russie d'importance régionale[3].
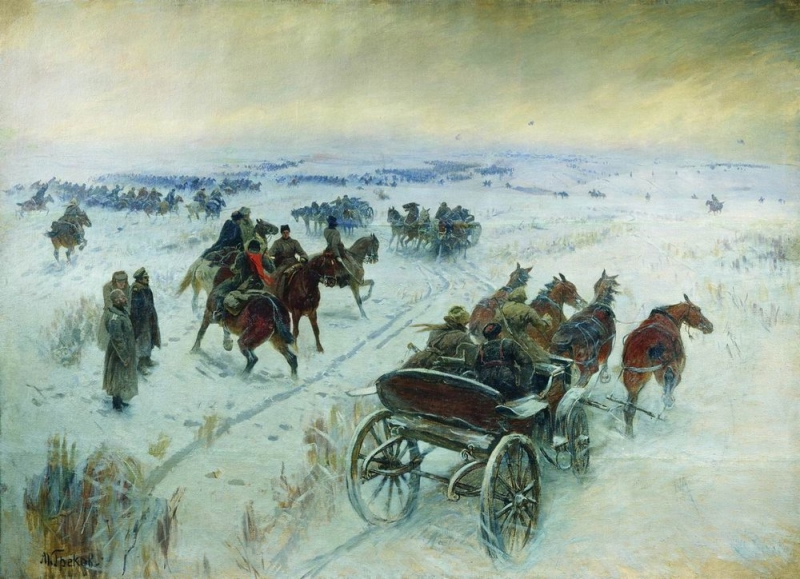
Bataille de Stanitsa